# Cayaponia oppositifolia
Cayaponia oppositifolia är en gurkväxtart som beskrevs av Hermann August Theodor Harms. Cayaponia oppositifolia ingår i släktet Cayaponia och familjen gurkväxter. Inga underarter finns listade i Catalogue of Life.